# Kandahar
Kandahar (paštunsko کندهار – Kandahār, darijsko قندهار – Qandahār) je mesto v južnem Afganistanu in je glavno mesto istoimenske province. Leta 2021 je mesto imelo okoli 650.000 prebivalcev in je tako drugo največje mesto v Afganistanu.
Kandahar je ustanovno mesto in duhovno središče talibanov. Kljub temu, da je glavno mesto Afganistana Kabul, kjer ima sedež vladna uprava, je Kandahar sedež oblasti v Afganistanu, saj tam domuje vrhovni voditelj in njegovi duhovni svetovalci. Kandahar se zato imenuje de facto prestolnica Afganistana, čeprav talibani trdijo, da je glavno mesto Kabul.
Kandahar je eno izmed kulturno najbolj pomembnih mest skupnosti Paštunov in je že več kot 300 let njihov tradicionalni sedež oblasti. Je glavno trgovsko središče za ovce, volno, bombaž, svilo, klobučevino, žitarice, sveže in suho sadje. Regija prideluje fino sadje, zlasti granatna jabolka in grozdje, mesto ima obrate za konzerviranje, sušenje in pakiranje sadja ter je glavni vir marihuane in hašiša.
Območje okoli Kandaharja je eno najstarejših znanih človeških naselij. Veliko utrjeno mesto je obstajalo na mestu Kandaharja, verjetno že v letu 1000–750 pr. n. št. in je v 6. stoletju pr. n. št. postal pomembna postojanka Ahemenidskega cesarstva. Aleksander Veliki je postavil temelje današnjemu staremu Kandaharju (ki je danes v južnem delu mesta Kandahar) v 4. stoletju pr. n. št. in mu dal starogrško ime Ἀλεξάνδρεια Ἀραχωσίας ('Aleksandrija Arahozijska'). Zgodovinsko gledano velja ta provinca za pomembno politično območje za razkritja Afganistana. Številni imperiji so se dolgo borili za mesto zaradi njegove strateške lege ob trgovskih poteh južne, srednje in zahodne Azije. Leta 1709 je Mirwais Hotak regijo naredil neodvisno kraljestvo in Kandahar spremenil v prestolnico dinastije Hotak. Leta 1747 je Ahmad Šah Durrani, ustanovitelj dinastije Durranijev, Kandahar naredil za prestolnico Afganistanskega imperija.

## Zgodovina

### Prazgodovina
Izkopavanja prazgodovinskih najdišč, ki so jih izvedli arheologi, kot je Louis Dupree in drugi, kažejo, da je regija okoli Kandaharja ena najstarejših doslej znanih človeških naselij.
Zgodnje kmečke vasi so v Afganistanu nastale pribl. 5000 pr. n. št. ali 7000 let nazaj. Deh Morasi Ghundai, prvo prazgodovinsko najdišče, ki so ga izkopali v Afganistanu, leži 27 km jugozahodno od Kandaharja (Dupree, 1951). Drugo bronastodobne vasi gomile z večsobnimi zgradbami iz blatne opeke iz istega obdobja so v bližini Said Qala (J. Shaffer, 1970). Drugo tisočletje pr. n. št.: bronastodobna keramika, bakrene in bronaste konjske pasti ter kamniti pečati so bili najdeni v najnižjih ravneh v bližnji jami, imenovani Šamšir Ghar (Dupree, 1950). V Sistanu, jugozahodno od teh krajev v Kandaharju, sta dve skupini ameriških arheologov odkrili najdišča, ki se nanašajo na 2. tisočletje pr. n. št. (G. Dales, Univerzitetni muzej, Univerza v Pensilvaniji, 1969, 1971; W, Trousdale, Smithsonian Institution, 1971 – 76). Slogovno se najdbe iz Deh Morasi in Said Qala ujemajo s tistimi iz najdišč pred dolino Inda in s tistimi primerljive starosti na Iranski planoti in v Srednji Aziji, kar kaže na kulturne stike v tej zelo zgodnji dobi.— Nancy Dupree, 1971
Britanska izkopavanja v 1970-ih so odkrila, da je Kandahar obstajal kot veliko utrjeno mesto v zgodnjem 1. tisočletju pred našim štetjem; medtem ko to najzgodnejše obdobje v Kandaharju ni bilo natančno datirano z radiokarbonsko uporabo, so keramične primerjave z zadnjim obdobjem v glavnem bronastodobnem mestu Mundigak predlagale približen časovni okvir od 1000 do 750 pr. n. št.. To utrjeno mesto je postalo pomembna postojanka Ahemenidskega cesarstva v 6. do 4. stoletju pr. n. št. in je bilo del province Arahoza.

### Antika
Zdaj znani Stari Kandahar je leta 330 pr. n. št. ustanovil Aleksander Veliki v bližini mesta starodavnega mesta Mundigak (ustanovljeno okoli leta 3000 pr. n. št.). Mundigak je služil kot glavno mesto province Arahozije in vladali so mu Medijci, sledili pa so jim Ahemenidi do prihoda Makedoncev. Glavni prebivalci Arahozije so bili Pahti, starodavno indoiransko pleme, ki bi lahko bilo med predniki današnjih Paštunov. Kandahar so poimenovali Aleksandrija, ime, dano nekaterim mestom, ki jih je Aleksander ustanovil med svojimi osvajanji. Helenistično mesto Aleksandrija v Arahoziji je zaradi izkopavanj trenutno le slabo poznano. S tega arheološkega najdišča naj bi izvirala Sofitova nagrobna stela, pridobljena v antični trgovini.
Kandahar je bil pogosta tarča osvajanja zaradi svoje strateške lege v Aziji, saj je nadzoroval glavno trgovsko pot, ki povezuje Indijsko podcelino z Bližnjim vzhodom in Srednjo Azijo. Ozemlje je po Aleksandrovi smrti postalo del Selevkidskega cesarstva. Strabon omenja, da je bila končno sklenjena pogodba o prijateljstvu med Grki in Maurijci (Indijci). Mesto je sčasoma postalo del Grško-Baktrijskega kraljestva (250 pr. n. št. – 125 pr. n. št.) in se tako nadaljevalo dvesto let pod poznejšim Indo-grškim kraljestvom (180 pr. n. št. – 10 n. št.).
Medtem ko so se diadohi vojskovali med seboj, so se Maurijci razvijali v severnem delu Indijske podceline. Ustanovitelj imperija, Čandragupta Maurja, se je leta 305 pr. n. št. soočil z makedonsko invazijsko silo, ki jo je vodil Selevk I. Nikator, in po kratkem spopadu je bil dosežen sporazum, ko je Selevk prepustil Gandaro in Arahozijo ter območja južno od Bagrama Maurijcem. V 120 letih Maurijcev v južnem Afganistanu je bil uveden budizem, ki je sčasoma postal glavna religija poleg zaratustrstva in lokalnih poganskih verovanj.
V Kandaharju so odkrili napise cesarja Ašoke, delček 13. edikta v grščini in celoten edikt, napisan v grščini in aramejščini. Napisano naj bi bilo v odlični klasični grščini z uporabo prefinjenih filozofskih izrazov. V tem ediktu je Ašoka Veliki uporabil besedo Eusebeia ('Pobožnost') kot grški prevod za vseprisotno Dharmo svojih drugih ediktov, napisanih v prakritu.

### Srednjeveška zgodovina
Islamsko osvajanje
Do 9. stoletja so Kandahar in druge regije, ki so jim vladali Zunbili, veljale za del Indijske podceline, čeprav je bilo vzhodno iransko kraljestvo, ki je sledilo zurvanizmu. V 7. stoletju našega štetja so arabske vojske osvojile regijo, vendar jim ni uspelo spreobrniti celotnega prebivalstva v islam. Vodja odprave je bil Abbad ibn Zijad, ki je Sijistanu vladal med letoma 673 in 681. Leta 870 je Kakub ibn Lajth Saffari, lokalni vladar iz dinastije Saffaridov, v imenu islama osvojil Kandahar in okolico.
Ganavidi
Domneva se, da je dinastija Zunbil vladala regiji Kandahar od 7. stoletja do poznega 9. stoletja našega štetja. Kandahar je v 11. stoletju zavzel sultan Mahmud iz Gaznija, ki so mu sledili Ghuridi iz Ghorja.
Zdi se, da se je Kandahar v 10.–12. stoletju preimenoval v Teginābād, vendar izvor novega imena ni jasen. V tem obdobju je bližnji Pandžvaj služil kot upravno središče tega območja. Vendar je bil Kandahar veliko bolj strateško pomemben; do te mere, da Minhaj-i-Siraj pripisuje propad Gaznavidov izgubi Kandaharja. Ime mesta se je v 13. stoletju spremenilo nazaj v Kandahar, potem ko je Ala ad-Din Husain Džahansuz oplenil Laškari Bazar blizu Bosta. Ponovno razlog za spremembo imena ni jasen.
Mongoli
Kandahar je leta 1221 oblegala mongolska vojska, čeprav jo je Džalal ad-Din Mingburnu premagal. Leta 1251, ob vstopu na mongolski prestol, je Möngke Kan Kandahar skupaj z drugimi deželami v Afganistanu podelil Šams ad-Din Mohamedu Kartu iz dinastije Kart. Vendar je mesto omenjeno kot pod nadzorom Čagatajev v letih 1260–61; Kandahar je prišel pod nadzor Karta šele leta 1281. Kasneje, leta 1318, je čagatajski princ dvignil vojsko iz Kandaharja proti ilkanidskemu guvernerju Sistana. Kandahar je Ibn Batuta leta 1333 opisal kot veliko in uspešno mesto, tri noči vožnje od Gaznija.
Timur Lenk, ustanovitelj Timuridskega cesarstva, je zavzel Kandahar leta 1383. Leta 1390 je za guvernerja Kandaharja imenoval svojega vnuka Pira Mohameda. Po njegovi smrti leta 1405 so mestu vladali drugi timuridski guvernerji. Kandahar je bil v poznem 15. stoletju zaupan Argunom, ki so sčasoma dosegli neodvisnost od Timuridov. Guru Nanak, ustanovitelj sikhizma, naj bi mesto obiskal (ok. 1521) med svojim pomembnim potovanjem med Hindustanom in Meko v Arabiji.
Moguli in Safavidska doba
Timurjev potomec Babur, ustanovitelj Mogulskega cesarstva, je leta 1508 priključil Kandahar. Leta 1554 ga je Baburjev sin Humajun predal safavidskemu šahu Tahmaspu v zameno za 12.000 vojakov, ki jih je prejel od šaha za ponovno osvojitev Indije. Leta 1595 je Humajunov sin Akbar Veliki z diplomacijo ponovno osvojil mesto. Akbar je umrl leta 1605 in ko je ta novica prišla do perzijskega dvora, je šah Abas ukazal svoji vojski, naj oblega mesto, kar se je nadaljevalo do začetka leta 1606 in končno propadlo zaradi okrepitev, ki jih je poslal mogulski cesar Džahangir, ki je Safavide prisilil k umiku. V mogulsko-safavidski vojni je bil Kandahar znova izgubljen za Safavide. Leta 1698 so Moguli pod vodstvom Samandar Kana iz države Kalat ponovno zavzeli Kandahar. Kandahar je veljal za pomembnega za Mogulsko cesarstvo, ker je bil eden od prehodov v Indijo, mogulski nadzor nad Kandaharjem pa je pomagal preprečiti tuje vdore.
Spomin na vojne za Kandahar v tem času je ohranjen v epski pesnitvi Kandahār-nāma ('Pohod proti Kandahārju'), glavnem delu [[Saib Tabrizi|Saiba Tabrizija]g, ki je klasika perzijske literature.

### 1709-danes
Mirvais Hotak, poglavar plemena Ghilji, se je uprl leta 1709 in ubil Gurgina Kana, etničnega gruzijskega podložnika in guvernerja šiitskih safavidskih Perzijcev. Po ustanovitvi dinastije Hotak v Kandaharju sta Mirvais in njegova vojska uspešno premagala nadaljnje odprave Kaja Khusrava in Rustama Kána. Mirvais se je uprl poskusom perzijske vlade, ki je želela Afganistance spreobrniti iz sunitov v šiitsko sekto islama. Umrl je naravne smrti novembra 1715 in nasledil ga je njegov brat Abdul Aziz, toda potem ko je bil osumljen vrnitve suverenosti Kandaharja Perzijcem, ga je ubil njegov nečak Mahmud Hotak.
Leta 1722 je Mahmud povedel vojsko Afganistancev v safavidsko prestolnico Isfahan in se razglasil za perzijskega kralja. Dinastijo Hotak je sčasoma odstranil z oblasti novi perzijski vladar Nader Šah. Leta 1738 je Nader Šah vdrl v Afganistan in uničil sedanji Stari Kandahar, ki so ga držali Hussain Hotak in njegova plemena Ghilji. Medtem je Nader Šah osvobodil Ahmad Kana (kasneje Ahmad Šah Durrani) in njegovega brata Zulfikarja, ki ju je zaprl vladar Hotak. Pred odhodom iz južnega Afganistana v Delhi v Indiji je Nader Šah položil temelje za novo mesto, ki naj bi ga zgradili poleg uničenega starodavnega mesta, in ga poimenoval Naderabad. Njegova vladavina se je končala junija 1747, potem ko so ga njegovi perzijski stražarji umorili.
Ahmad Šah Durrani, poglavar plemena Durrani, je prevzel nadzor nad Kandaharjem in ga oktobra 1747 postavil za prestolnico svojega novega Afganistanskega cesarstva. Sprva je imel Ahmad Šah težave pri iskanju zemlje, na kateri bi zgradil svoje mesto. Njegovo lastno pleme ni imelo obsežnih ozemelj in drugi, ki so se, kot sta Alikozai in Barakzai, niso hoteli odreči svojim ozemljem. Le Popalzai so mu končno ponudili izbiro svojih dežel. Temelji za mesto so bili postavljeni junija 1761. Ko se je mesto začelo, je bilo zgrajeno z velikimi razsežnostmi. Postavljeno je bilo v obliki pravilnega pravokotnika z obsegom treh milj; stene, debele 30 čevljev na dnu in 15 čevljev na vrhu, so se dvignile 27 čevljev visoko, da bi jo zaprle. Zunaj je obzidje obdajal jarek, širok 24 čevljev. Šest mamutskih prehodov je predrlo te zidove: vrata Eid Gah na severu, vrata Šikarpur na jugu; vrata Herat in Top Kana na zahodu; ter vrata Bar Durrani in Kabul na vzhodu. Na svojem vrhuncu je imperij Ahmada Šaha vključeval današnji Afganistan, Pakistan, provinci Horasan in Kohistan v Iranu, skupaj s Pandžabom v Indiji. Oktobra 1772 se je Ahmad Šah upokojil in umrl naravne smrti. Novo mesto je postavil Ahmad Šah, v njem pa dominira njegov mavzolej, ki meji na Mošejo sv. plašča v središču mesta. Do leta 1776 je njegov najstarejši sin Timur Šah zaradi več konfliktov z različnimi paštunskimi plemeni glavno prestolnico Afganistana prenesel iz Kandaharja v Kabul, kjer se je nadaljevala zapuščina Durrani.
Od leta 1818 do 1855 so Kandaharju kot neodvisni kneževini vladali polbratje Dosta Mohameda Kana. Septembra 1826 so privrženci Sjeda Ahmada Šaheeda prispeli v Kandahar v iskanju prostovoljcev, ki bi jim pomagali voditi džihad proti sikhskim osvajalcem na ozemlju današnjega Pakistana. Sikhi so pod vodstvom Randžita Singha zavzeli več afganistanskih ozemelj na vzhodu, vključno z današnjim mestom Khiber Pakhtunkhva in Kašmirjem. Več kot 400 lokalnih kandaharskih bojevnikov se je zbralo za džihad. Za njihovega vodjo je bil imenovan Sajed Din Mohamed Kandharai.
Britanska vojna
Indijske sile pod britanskim vodstvom iz sosednje Britanske Indije so vdrle v mesto leta 1839 med prvo anglo-afganistansko vojno, a so se umaknile leta 1842. Novembra 1855 je Dost Mohamed Kan osvojil Kandahar. Britanske in indijske sile so se vrnile leta 1878 med drugo anglo-afganistansko vojno. Iz mesta so prišli julija 1880, da bi se soočili s silami Ajub Kana, vendar so bili poraženi v bitki pri Maivandu. Nekaj let kasneje so se bili spet prisiljeni umakniti, kljub zmagi v bitki za Kandahar.
Kandahar je ostal miren naslednjih 100 let, razen leta 1929, ko so lojalisti Habibullaha Kalakanija (Bache Saqqaw) utrjeno mesto zaprli in začeli mučiti njegovo prebivalstvo. Nihče ni smel vstopiti ali zapustiti znotraj visokih obrambnih zidov mesta, zaradi česar je veliko ljudi trpelo, ko jim je zmanjkalo zalog hrane. To je trajalo do oktobra 1929, ko sta Nadir Kan in njegova afganistanska vojska prišla, da bi odpravila Kalakanija, znanega kot tadžikistanskega razbojnika iz vasi Kalakan v severni provinci Kabul.
Med vladavino Zahir Šaha se je mesto počasi začelo širiti z dodajanjem modernih ulic in stanovanjskih shem. V 1960-ih, med rivalstvom med Združenimi državami in Sovjetsko zvezo, je poleg mesta zgradil mednarodno letališče Kandahar inženirski korpus ameriške vojske. ZDA so zaključile tudi več drugih velikih projektov v Kandaharju in drugih delih južnega Afganistana. Medtem so bili sovjetski inženirji zaposleni z gradnjo večjih infrastruktur v drugih delih države, kot sta letališče Bagram in mednarodno letališče Kabul.
Med sovjetsko-afganistansko vojno v 1980-ih je bilo mesto Kandahar (in provinca kot celota) priča hudim spopadom, saj je postalo središče odpora, ko so mudžahidske sile vodile močno gverilsko vojno proti vladi, ki jo je podpirala Sovjetska zveza, ki je trdno držala nadzor mesta. Vladne in sovjetske čete so obkolile mesto in ga izpostavile močnemu zračnemu bombardiranju, v katerem je umrlo veliko civilistov. Januarja 1982 je Sovjetska zveza naključno granatirala in bombardirala na stotine ljudi. Med sovjetskim bombardiranjem julija 1984 je bilo ubitih 300 civilistov. Aprila 1986 je bil ponovno oblegan. Prebivalstvo mesta se je zmanjšalo z 200.000 pred vojno na največ 25.000 prebivalcev, po večmesečni kampanji bombardiranja in buldožerjev s strani Sovjetov in afganistanskih komunističnih vojakov leta 1987. Mednarodno letališče Kandahar je uporabljala sovjetska vojska med desetletno namestitvijo vojakov v državi. Mesto je postalo tudi bojno polje za sile, ki jih podpirajo ZDA in Pakistan, proti prokomunistični vladi Afganistana.
Kandahar je v zgodnjih 1990-ih doživel popoln družbenopolitični zlom, ki ga je deloma vodila taktika razdeli in vladaj komunističnega generalnega guvernerja Nur ul-Hak Ulumija, ki je nasprotujoče mudžahidske frakcije manipuliral med seboj, in zaradi divjega pohlepa znotraj tako komunistične kot mudžahidske milice. Po sovjetskem umiku in padcu Nadžibulahove vlade leta 1992 je Kandahar pripadel lokalnemu mudžahidskemu poveljniku Gulu Agha Šerzaiju. Vendar Šerzai ni imel avtoritete proti drugim lokalnim poveljnikom, kar je vodilo v brezpravje v mestu in bojevanje leta 1993. V tem času so se v Kandaharju razbohotili razbojništvo, posilstva in umori, kar je ustvarilo povpraševanje po bolj moralni in enotni alternativi. To je vodilo do vzpona talibanov (študentov), ki so sčasoma oblikovali talibansko gibanje. Do pomladi 1994 se je začelo oblikovati jedro talibanskega emirata in tistega leta so začeli z operacijami razstavljanja kontrolnih točk milice vojskovodje po mestu. Talibani so v tem obdobju pridobili precejšnjo priljubljenost in legitimnost, ko so premagali te grabežljive vojskovodje.[42]
Avgusta 1994 so talibani pod vodstvom Mohameda Omarja Mudžahida zavzeli Kandahar od poveljnika Mule Nakiba skoraj brez boja in mesto spremenili v svoj štab. Zavzetje drugega največjega mesta v Afganistanu je zaznamovalo preobrazbo talibanov iz novonastale milice v Islamski emirat, s čimer se je utrdila njihova legitimnost kot vladajoča oblast z vsiljevanjem stroge razlage islamskega prava. Formalno izobraževanje deklet je bilo prepovedano, prav tako gledanje televizije, filmov, glasbe z instrumentalno spremljavo in ukvarjanje s športom. Decembra 1999 je letalo Indian Airlines Flight 814, ki so ga ugrabili pakistanski militanti, zvesti Harkat-ul-Mudžahideen, pristalo na mednarodnem letališču Kandahar in obdržalo potnike kot talce kot del zahteve po izpustitvi treh pakistanskih militantov iz zapora v Indiji.

### 21. stoletje
Oktobra 2001 je ameriška mornarica v okviru operacije Enduring Freedom začela zadevati cilje v mestu z natančno vodenimi križarskimi raketami, ki so bile izstreljene iz Perzijskega zaliva. Te tarče so bile letališče in stavbe, ki so jih zasedli talibani, vključno z arabskimi družinami, ki so prispele nekaj let prej in so prebivale na tem območju. Približno mesec dni pozneje so se talibani množično začeli predajati zasebni milici, ki sta jo ustanovila Gul Agha Šerzai in Hamid Karzai. Kandahar je znova padel v roke Šerzaja, ki je imel nadzor nad območjem pred vzponom talibanov. Leta 2003 je bil premeščen, zamenjal pa ga je Jousef Paštun, dokler Asadullah Khalid ni zasedel položaja leta 2005. Torjalai Vesa je decembra 2008 po štirimesečni vladavini Rahmatullaha Raufija za guvernerja province imenoval predsednik Hamid Karzai.
Leta 2002 so mednarodno letališče Kandahar začeli uporabljati pripadniki oboroženih sil Združenih držav in Natove mednarodne varnostne sile (ISAF). Nato je začel usposabljati novoustanovljeno afganistansko nacionalno policijo in zagotovil odgovornost za varnost mesta. Afganistanska vojska je ob podpori Natovih sil postopoma razširila svojo oblast in prisotnost po večini države. 205. korpus afganistanske narodne vojske je imel sedež v Kandaharju in je nudil vojaško pomoč jugu države. Kanadske sile so ohranile svoj vojaški poveljniški štab v Kandaharju in vodile regionalno poveljstvo južno od Natovih mednarodnih sil za varnostno pomoč v provinci Kandahar. Talibani so imeli podpornike tudi v mestu, ki so poročali o dogodkih.
Sile Nata so razširile afganistansko policijo za preprečitev vrnitve talibanov v Kandahar, 'duhovni rojstni kraj' skrajnežev in strateški ključ za obrambo talibanskega upora, kot del večjih prizadevanj, katerih cilj je bil tudi zagotavljanje storitev, kot je npr. elektrika in čista pitna voda, ki je talibani niso mogli zagotoviti – spodbujanje podpore vladi v mestu, ki je bilo nekoč sedež talibanov. Najpomembnejša bitka med enotami Nata in talibani je trajala vse poletje 2006 in dosegla vrhunec z operacijo Meduza. Talibani niso uspeli premagati zahodnih čet v odprtem bojevanju, kar je pomenilo preobrat v njihovi taktiki k uporabi IED (Improvizirana eksplozivna naprava). Junija 2008 so poročali, da je iz zapora Sarposa pobegnilo več kot 1000 zapornikov. Spomladi 2010 sta provinca in mesto Kandahar postala tarča ameriških operacij po operaciji Moštarak v sosednji provinci Helmand. Marca 2010 so poveljniki ZDA in Nata objavili podrobnosti načrtov za največjo ofenzivo v vojni proti talibanskemu uporu.
Maja 2010 je mednarodno letališče Kandahar postalo predmet kombiniranega raketnega in zemeljskega napada upornikov po podobnih napadih na Kabul in Bagram v prejšnjih tednih. Čeprav ta napad ni povzročil veliko žrtev na strani Natovih sil, je pokazal, da so skrajneži še vedno sposobni sprožiti več usklajenih operacij. Junija 2010 je afganistanski predsednik Hamid Karzai organiziral šuro s plemenskimi in verskimi voditelji regije Kandahar. Na srečanju je bila izpostavljena potreba po podpori sil pod vodstvom Nata za stabilizacijo delov pokrajine.
Do leta 2011 je Kandahar postal znan kot mesto atentatov v Afganistanu, potem ko je bil priča številnim ciljnim ubojem. Julija je Ahmeda Valija Karzaija, brata predsednika Hamida Karzaja, ustrelil njegov dolgoletni vodja varnosti. Kmalu zatem je odgovornost prevzela talibanska Quetta Šura. Naslednji dan je talibanski samomorilski napadalec, ki je v svojem turbanu skril eksploziv, ubil islamskega duhovnika (mulo) znamenite Rdeče mošeje v predelu Šahr-e Nac v mestu in številne druge ljudi. 27. julija 2011 je župana mesta Ghulama Haiderja Hamidija ubil še en talibanski militant, ki je imel v svojem turbanu skrit eksploziv. Leta 2010 sta bila ubita dva podžupana, medtem ko je bilo v zadnjih nekaj letih umorjenih tudi veliko plemenskih starešin in islamskih klerikov. Velika večina žrtev v napadih so navadni afganistanski civilisti. 6. junija 2012 je bilo najmanj 21 civilistov ubitih in 50 drugih ranjenih, ko sta se dva talibanska samomorilska napadalca na motorjih razstrelila na tržnici blizu mednarodnega letališča Kandahar.
4. maja 2020 je bila v središču Kandaharja umorjena policistka, s čimer je postala peta policistka, ki je bila ubita v zadnjih dveh mesecih v Kandaharju. Odgovornosti za umor policistk do konca dneva poročila ni prevzela nobena skupina.
12. avgusta 2021 so talibani zavzeli Kandahar. Po dneh brutalnih spopadov z vojaki ANA, ki so se umikali iz mesta, je talibanom končno uspelo zavzeti mesto. Postalo je dvanajsto glavno mesto province, ki so ga talibani zavzeli v okviru širše talibanske ofenzive leta 2021.
15. oktobra 2021 so štirje samomorilski napadalci v šiitski mošeji v mestu ubili na desetine.

## Geografija
Reka Arghandab teče zahodno od Kandaharja. Mesto ima 15 okrožij in skupno površino 27.337 hektarjev. Skupno število stanovanj v Kandaharju je 61.902.
Le 64 % družin v Kandaharju ima dostop do varne pitne vode; 22 % gospodinjstev ima dostop do varnih stranišč; 27 % gospodinjstev ima dostop do električne energije, preostala pa so odvisna od javnega napajanja. Prometna infrastruktura v Kandaharju je dobro razvita, saj je 76,8 % cest v provinci sposobnih prevažati avtomobilski promet v vseh letnih časih. V manjšem delu pokrajine pa ni cest (3,3 odstotka). Kar zadeva telekomunikacije, mesto Kandahar in glavne ceste pokrivajo tri glavna mobilna omrežja AWCC, Roshan in MTN.

### Raba zemljišč
Kandahar je regionalno središče v južnem Afganistanu, blizu meje s Pakistanom. Nepozidana raba zemljišč predstavlja 59 % celotne površine zemljišč. Znotraj pozidanega območja zavzemajo prazna zemljišča nekoliko večji odstotek zemljišč (36 %) kot stanovanjska zemljišča (34 %). Ob cesti proti Pakistanu v okrožju 5 je pomemben komercialni grozd. Indija, Iran in Pakistan imajo tukaj konzulate za trgovinske, vojaške in politične povezave.

### Podnebje
Kandahar ima vroče polsušno podnebje (Köppen BSh), ki meji na vroče puščavsko podnebje (BWh), za katerega so značilne malo padavin in velike razlike med poletnimi in zimskimi temperaturami. Poletja se začnejo sredi maja, trajajo do konca septembra in so izjemno suha. Temperature dosežejo vrh julija s 24-urnim dnevnim povprečjem okoli 31,9 °C. Sledijo jim suhe jeseni od začetka oktobra do konca novembra, pri čemer so dnevi še vedno v povprečju pri 20 °C do novembra, čeprav so noči bolj hladne. Zima se začne decembra in večina padavin je v obliki dežja. Povprečne temperature januarja znašajo 5,1 °C, čeprav se najnižje temperature lahko spustijo precej pod ledišče. Končajo se v začetku marca in sledi jim prijetna pomlad do konca aprila s temperaturami na splošno v območju zgornjih 10 °C do spodnjih 30 °C. Sončno vreme prevladuje vse leto, še posebej poleti, ko so padavine izjemno redke. Povprečna letna temperatura je 18,6 °C.

## Zanimivosti
Grobnica Ahmada Šaha Durranija je v središču mesta, kjer so tudi Durranijeva medeninasta čelada in drugi osebni predmeti. Pred Durranijevim mavzolejem je Svetišče plašča, ki vsebuje eno najbolj cenjenih relikvij v islamskem svetu, ki jo je buharski emir (Murad Beg) podaril Ahmadu Šahu Durraniju. Sveti plašč hranijo zaklenjenega, vzamejo ga ven le v času velike krize. Mula Omar ga je vzel novembra 1996 in pokazal množici uleme verskih učenjakov, da se je razglasil za Amirja al-Muminina (poveljnika vernikov). Pred tem so ga odstranili, ko je mesto v 1930-ih prizadela epidemija kolere.
Vas Šer Surkh je jugovzhodno od mesta, v predmestju starega mesta Nadirabad. Kandaharski muzej je na zahodnem koncu tretjega bloka stavb, ki obkrožajo glavno cesto vzhodno od Eidgah Durvaza (vrata). Ima veliko slik zdaj slavnega Ghijasudina, ki jih je naslikal, ko je bil mlad učitelj v Kandaharju. Priznan je med vodilnimi umetniki Afganistana.
Samo severno od mesta, ob njegovem severovzhodnem vogalu na koncu bazarja buria (mating), je svetišče, posvečeno svetniku, ki je živel v Kandaharju pred več kot 300 leti. Grob Hazratji Babe, dolg 7,0 m, ki ponazarja njegovo veličino, sicer pa je prekrit le s kamenimi drobci, je neokrašen, razen visokih zastavic na glavi. Spomenik islamskim mučenikom stoji v središču glavnega kandaharskega trga, imenovanega Da Šahidanu Čavk, ki je bil zgrajen v 1940-ih.
Čilzina je v skalo vrezana komora nad ravnino na koncu razgibane verige gora, ki tvori zahodno obrambo starega mesta Kandahar. Tukaj je bil najden Ašokov dvojezični skalni napis. Približno 40 stopnic vodi do dvorane, ki jo varujeta dva vklenjena leva, uničena in z napisom o mogulski osvojitvi. Razgibane pečine, iz katerih je bila izklesana Čilzina, tvorijo naravni zahodni bastijon starega mesta Kandahar, ki ga je leta 1738 uničil Nadir Šah Afšar iz Perzije.
Blizu Čilzina, proti zahodu po glavni avtocesti, se na desni pojavi svetlo modra kupola. To je mavzolej Mirvaisa Hotaka, ghiljaijevskega poglavarja, ki je leta 1709 razglasil neodvisnost Kandaharja od Perzijcev. Zelo priljubljeno je tudi svetišče Baba Vali Kandhari (Baba Sahib), njegove terase v senci nasadov granatnega jabolka ob reki Arghandab so priljubljene za piknike in popoldanske izlete. Bil je muslimanski pir, ki je imel nenavadno srečanje z Gurujem Nanakom v kraju Hasan Abdal v današnjem okrožju Attock v Pakistanu. Svetišče Baba Vali je pomembno za muslimane in sikhe. V bližini svetišča Baba Vali je vojaško oporišče, ki so ga leta 2007 ustanovile oborožene sile Združenih držav.